# Amor idiota
Amor idiota è un film del 2004 diretto da Ventura Pons. È tratto dall'omonimo romanzo di Lluís-Anton Baulenas i Setó.
Fu presentato al Festival di Berlino 2005 nella sezione Panorama.

## Trama
Barcellona, Pere-Lluc è un uomo di quasi 40 anni che non si prende mai troppo sul serio, convinto che lui stesso e la maggior parte di chi lo circonda sia idiota. Una sera, ubriaco, sbatte la testa contro una scala di alluminio che una donna sta usando per appendere degli striscioni e resta affascinato da lei. Nei giorni successivi scopre che si chiama Sandra e che è sposata, ciononostante inizia seguirla e a spiarla sul lavoro, per locali e perfino dentro casa. Dopo qualche tempo i due inizieranno una relazione clandestina.